# Акен (Ельбе)
Акен (нім. Aken) — місто в Німеччині, розташоване в землі Саксонія-Ангальт. Входить до складу району Ангальт-Біттерфельд.
Площа — 59,91 км2. Населення становить 7363 ос. (станом на 31 грудня 2021).